# Велшки НЛО инцидент
Велшки НЛО инцидент (енгл. Wales UFO sightings) је назив за необјашњива НЛО виђења која су се десила у околини јужног Велса у Уједињеном Краљевсту у јуну 2008. године.
У 00:40 сати ујутро, 8. јуна 2008. године, Јужно велшки полицијски хеликоптери док су слетали на своје одредиште, 150 метара изнад тла, приметили су чудне објектекоји су летели изнад њих. Посада хеликоптера је те објекте описала као предмет који наликује на летећи тањир. Онда изненада су ти објекти пролетили испод полицијских хеликоптера јако великом брзином.